# 初恋 (2019年の映画)
『初恋』（はつこい、英題：First Love）は、2019年製作の日本の映画。監督は三池崇史で、自身初のラブストーリーとなるオリジナル作品。主演は三池とは『ケータイ捜査官7』以来のタッグとなる窪田正孝。第72回カンヌ国際映画祭「監督週間」選出作品。PG12指定。
商業公開は製作国の日本に先駆けて2019年9月27日から北米でスタートし、ロシア、フランス、イギリス等での公開を経て、2020年2月28日に日本でも公開された。

## 製作
企画・プロデュースを担当した紀伊宗之は、2018年公開の映画『孤狼の血』の反響を受け、「東映が作るべき映画はこういうものだ」との思いを新たにし、「次作では三池崇史監督を起用しようと決めた」と語った。その旨を三池に打診し、脚本家の中村雅を含め構想を練ることで、『初恋』のストーリーが作り上げられた。『初恋』というタイトルについては、タイトルから内容が想像できるものでは観客が観る気をなくすため、ギャップのあるものをと考え、最終的にシンプルな『初恋』に決定したと明かした。
モニカ役の選定にあたりオーディションが実施された理由について三池は、「モニカにリアリティをもたせるには、見たことのない女性が必要だった」と明かし、3000人の中から選出された小西桜子については、「演技経験がなくても、それはそれで魅力が出ると思って選んだ」と語った。

## あらすじ
プロボクサーの葛城レオは、負けるはずのない相手との試合でKO負けを喫し、その後受診した病院で脳腫瘍と診断されて余命宣告を受ける。自暴自棄になって夜の新宿を歩くレオは、監禁から逃れて追われていた少女モニカを助けたことから、ヤクザや中国人マフィア、汚職警官らが入り乱れるアンダーグラウンド世界で巻き起こる濃密な一晩に身を投じることになる。

## 登場人物
葛城レオ
演 - 窪田正孝
希有の才能を持つプロボクサー。
大伴
演 - 大森南朋
自らの正義を振りかざし悪をも牛耳ろうと、アンダーグラウンドに足を踏み入れた刑事。
加瀬
演 - 染谷将太
大伴と裏で通じているヤクザ。
モニカ（桜井ユリ）
演 - 小西桜子
不遇な家庭環境からアンダーグラウンドと関わるようになった少女。
ジュリ
演 - ベッキー
ヤスの彼女。
ヤス
演 - 三浦貴大
ヤクザの一員。ジュリの恋人で元半グレ。
チアチー
演 - 藤岡麻美
チャイニーズマフィアの一員。
ワン
演 - 顔正國
チャイニーズマフィアのボス。
フー
演 - 段鈞豪
チャイニーズマフィアの一員で、ワンの片腕。
みゆき
演 - 矢島舞美
看護師。
城島
演 - 出合正幸
ヤクザの一員で、組織の中堅幹部。
テル
演 - 内田章文
ヤクザの一員で、市川の弟分。
ユウ
演 - 小柳心
ヤクザの一員で、城島の弟分。
モニカの父
演 - 山中アラタ
竜司
演 - 谷嶋颯斗
モニカの同級生。
タン・ロン
演 - 三元雅芸
チャイニーズマフィアの一員で、ヒットマン。
市川
演 - 村上淳
ヤクザの核弾頭。権藤を慕っている。
境
演 - 滝藤賢一
レオを診察する医者。
占い師
演 - ベンガル
組長代行
演 - 塩見三省
ヤクザの組長代行。
権藤
演 - 内野聖陽
ヤクザきっての武闘派。

## スタッフ
- 監督：三池崇史
- 脚本：中村雅
- 音楽：遠藤浩二
- 製作：村松秀信、香田哲朗、宮崎伸夫、佐野真之、奥野敏聡、與田尚志、藤本鈴子、安藝貴範、森田圭、近貞博
- 企画・プロデュース：紀伊宗之
- プロデューサー：ジェレミー・トーマス、坂美佐子、前田茂司、伊藤秀裕、小杉宝
- 共同プロデューサー：飯田雅裕
- ラインプロデューサー：今井朝幸、青木智紀
- 撮影：北信康（J.S.C.）
- 照明：渡部嘉
- 美術：清水剛
- 録音：中村淳
- 編集：神谷朗
- 装飾：岩井健志
- スーパーヴァイジングサウンドエディター：勝俣まさとし
- キャラクタースーパーバイザー：前田勇弥
- スタントコーディネーター：辻井啓伺
- 画コンテ：相馬宏充
- ポスターデザイン：寺田克也
- キャスティングプロデューサー：山口正志
- アソシエイトプロデューサー：三浦和佳奈
- 俳優担当：平出千尋
- キャスティングスーパーバイザー：柿﨑裕治
- 警察監修：古谷謙一
- 助監督：山口将幸
- 制作担当：鈴木勇
- VFXスーパーバイザー：太田垣香織
- 題字：岡本美香
- 宣伝統括：鈴木英夫
- 宣伝プロデューサー：孤嶋健二郎、山澤立樹
- 音楽プロデューサー：杉田寿宏
- 宣伝協力：ガイエ
- 配給：東映
- 制作プロダクション：OLM
- 制作協力：楽映舎
- 製作：映画「初恋」製作委員会（東映、Akatsuki、朝日新聞社、アスミック・エース、東映ビデオ、OLM、VAP、グッドスマイルカンパニー、KDDI、アルケミーブラザース）

## 受賞
- 第42回ヨコハマ映画祭 最優秀新人賞（小西桜子、『ファンシー』『佐々木、イン、マイマイン』と合わせて）[9]

## 派生作品
ノベライズ
- 『初恋』（2020年2月7日、徳間文庫、ISBN 978-4-19-894524-4、著：大倉崇裕、原案・脚本：中村雅）

コミカライズ
- 『初恋』上巻（2020年2月12日、小学館〈ビッグコミックス〉、ISBN 978-4-09-860538-5、作画：佐久間結衣、原案・脚本：中村雅）
- 『初恋』下巻（2020年6月11日、小学館〈ビッグコミックス〉、ISBN 978-4-09-860632-0、作画：佐久間結衣、原案・脚本：中村雅）